# Xiangfu
Xiangfu är ett stadsdistrikt i Kaifengs stad på prefekturnivå i Henan-provinsen i norra Kina.
Xiangfu hette före 2014 Kaifeng härad och består av de delar som blev över av häradet då dess huvudort blev ombildat till stadsdistrikt i staden med samma namn.